# Edificio del Banco de Bilbao (Madrid)
El edificio del Banco de Bilbao (entidad bancaria integrada actualmente en el BBVA) se encuentra en el n.º 16 de la calle de Alcalá de Madrid (España). Fue proyectado en 1919 por el arquitecto Ricardo Bastida y Bilbao y construido entre 1920 y 1923. Durante la segunda mitad del siglo XX experimentó varias ampliaciones, lo que permitió extender su fachada por la calle Sevilla. Tiene un total de casi 18 000 m² de superficie. La antigua sede del Banco de Bilbao constituye uno de los edificios más representativos del Madrid financiero, así como uno de los más importantes de la época. Desde 1999 es un bien de interés cultural.

## Historia
Su construcción es fruto del considerable desarrollo económico que experimentó Madrid a principios del siglo XX y de su carácter de capital de España. Desde principios del siglo XX, los bancos comerciales españoles se habían percatado de las ventajas de instalar una sede en la capital (por ejemplo, el Banco Español del Río de la Plata lo hizo en la calle de Alcalá, en el edificio que en la actualidad alberga al Instituto Cervantes; en 1920, el Banco Español de Crédito se instaló en un solar situado en la confluencia entre las calles de Alcalá y Sevilla, en un edificio que había sido construido para la Compañía de Seguros La Equitativa; ese mismo año, Credit Lyonnais se estableció en otro edificio cercano, situado en la plaza de Canalejas), por lo que, en la misma época, el Banco de Bilbao, fundado en la ciudad vasca en 1857, decidió hacer lo propio. A finales de 1917 la entidad bancaria había adquirido los terrenos para construir su sede en Madrid, por tres millones de pesetas (18 000 euros). En 1919, el banco convocó un concurso público para el diseño y ejecución del proyecto. Resultó seleccionado el arquitecto bilbaíno Ricardo Bastida y Bilbao, que contaba con un prestigio considerable en su ciudad natal, donde había ejecutado proyectos como el de la Alhóndiga. Las obras comenzaron en noviembre de 1920.

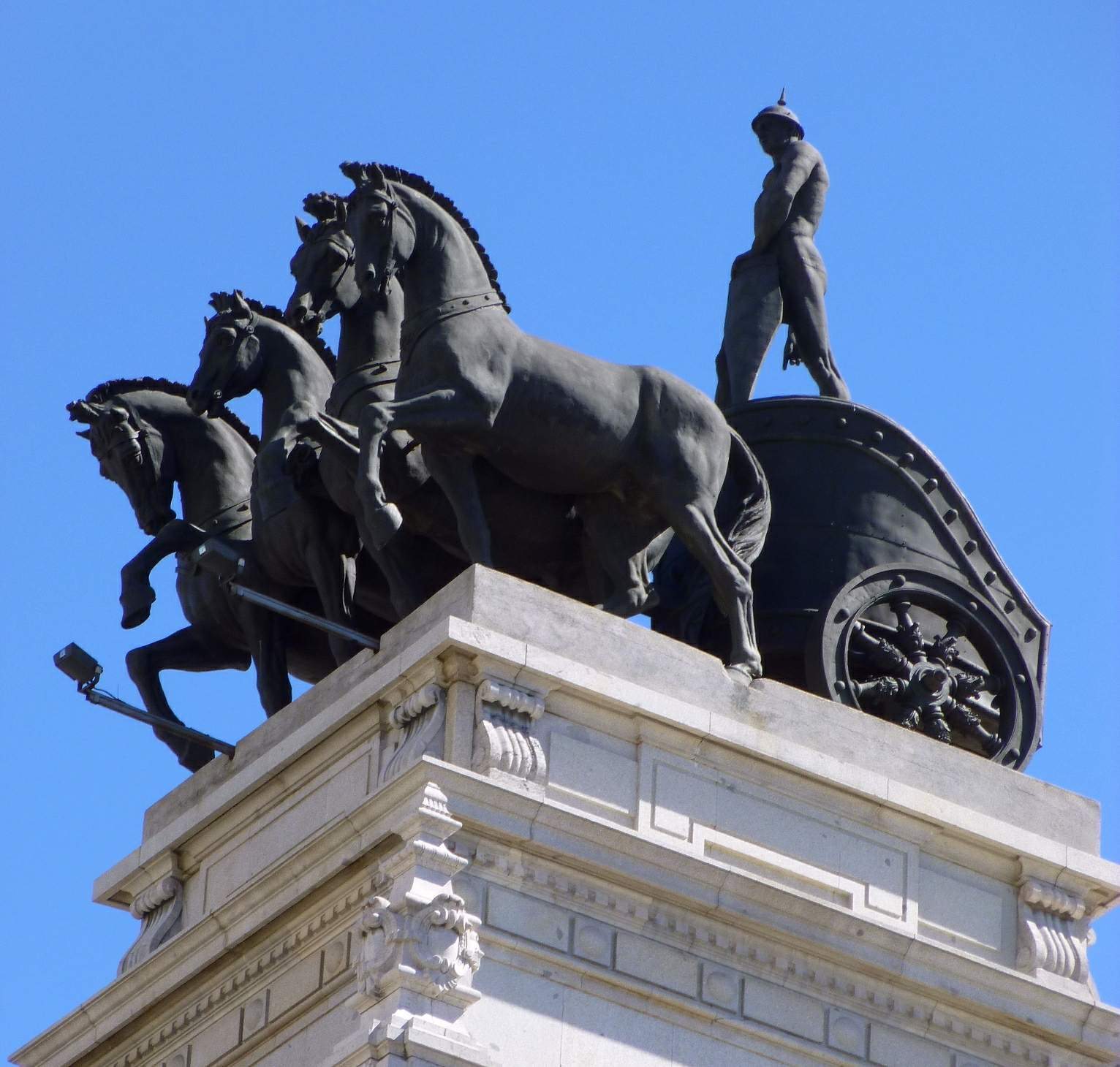
Cuadriga que remata uno de los torreones del edificio, obra de Higinio Basterra

La parcela elegida para construir la sede del Banco de Bilbao, situada en pleno centro de Madrid, próxima a la Puerta del Sol, tenía una planta irregular. Su fachada principal daba al esquinazo que formaban las aceras de los pares de las calles de Alcalá y Sevilla, y el solar llegaba, por su parte trasera, hasta la calle Arbalán. En este lugar existió una hospedería de cartujos y posteriormente un edificio que albergó diversos establecimientos comerciales: en 1845 se inauguró allí el café Suizo, famoso por su tertulias; a finales de siglo, al lado del café, se estableció el Salón Japonés, una sala de variedades. La construcción del edificio costó cuatro millones de pesetas de la época (24 000 euros) y las obras finalizaron en enero de 1923.
El reto planteado por la irregularidad de la parcela fue afrontado con éxito por Bastida. La primera medida que tomó fue solicitar al Ayuntamiento de Madrid que le permitiera modificar la alineación de la fachada principal, un esquinazo entre las calles de Alcalá y Sevilla, para hacerla curva, «para salvar el inconveniente de tener que ajustar la línea de fachada a un ángulo muy obtuso». Una vez conseguido esto, el diseño planteó realmente en dos edificios: el edificio monumental, el más conocido por los madrileños, tenía su fachada en el ya curvo esquinazo entre las calles Alcalá y Sevilla; tras él, el edificio bancario, con fachada a la calle Arlabán. Ambos edificios se articularon mediante una gran rotonda monumental, o vestíbulo de honor, que dio carácter a todo el proyecto, constituyendo un todo funcional y arquitectónicamente inseparable del resto. El proyecto de Bastida consistió en dos edificios de seis plantas. La fachada monumental fue inicialmente simétrica, coronada por dos torreones de unos cinco metros de altura, en cuyas cimas se colocaron en 1922 sendas esculturas de bronce, representando una cuadriga, obra del escultor, también bilbaíno, Higinio Basterra. Otros artistas bilbaínos colaboraron también en el diseño inicial: Quintín de Torre fue el autor de las esculturas de mármol que decoran la fachada; Aurelio Arteta se encargó de los doce murales que decoran el vestíbulo central.

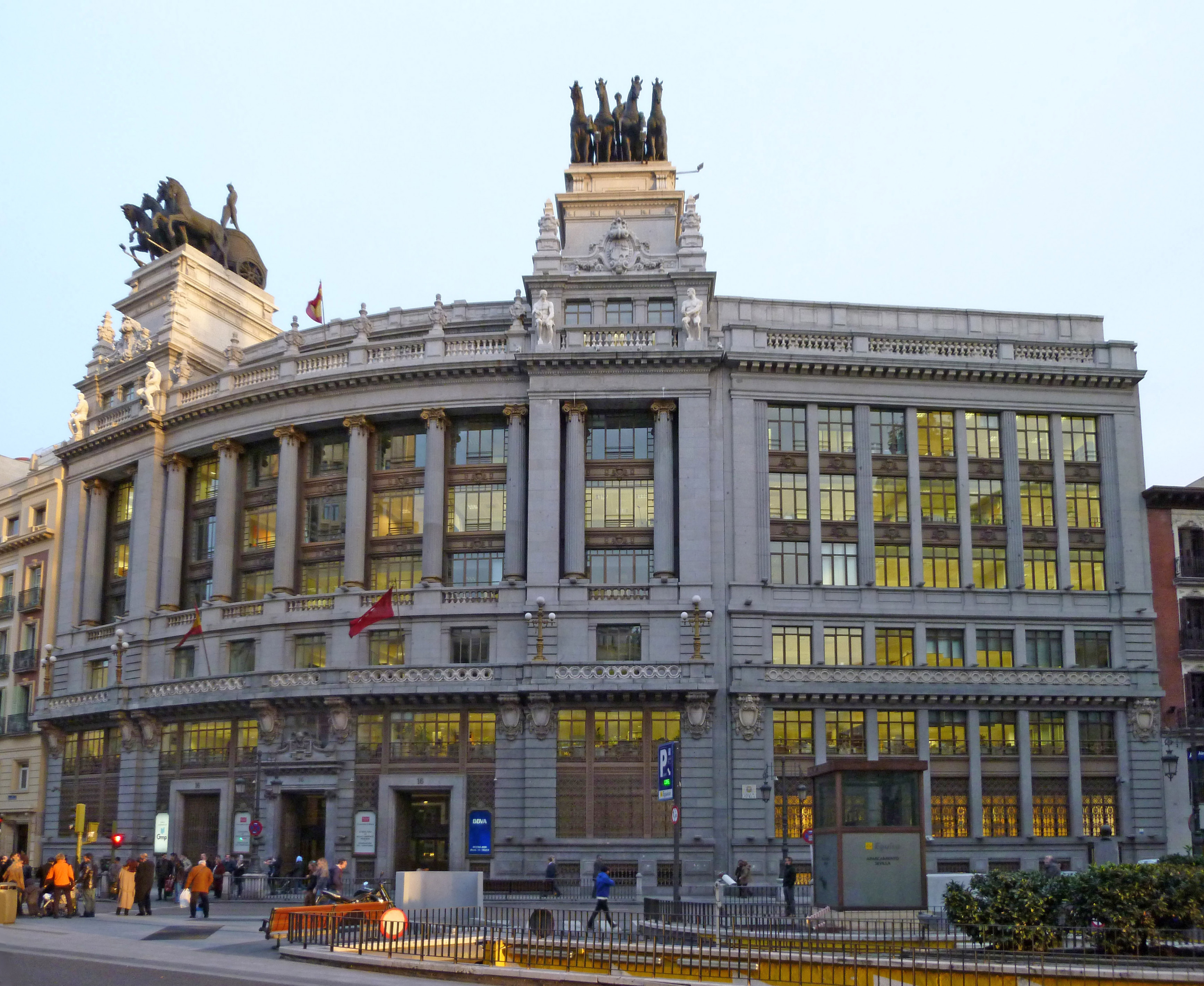
Fachada actual del edificio. Se observa a la derecha la ampliación de la fachada sobre la calle Sevilla realizada por Luis Angoloti

La primera modificación de importancia, aunque de carácter más estético que estructural, tuvo lugar durante la Guerra Civil, cuando el edificio fue incautado y convertida en «Palacio de los Partidos» —la fachada exhibía las siglas de los partidos del Frente Popular y de los sindicatos; una bandera con la hoz y el martillo coronaba la azotea—. Las cuadrigas, que estaban recubiertas de latón dorado y que, por tanto, podían servir como referencia para los bombardeos franquistas sobre la ciudad, fueron pintadas de negro. Tras el final de la contienda, se decidió que conservaran el nuevo color. El propio crecimiento del banco determinó, a partir de los años cincuenta, la necesidad de realizar sucesivas ampliaciones, previa adquisición de las fincas colindantes. La primera reforma, acompañada de una ampliación que permitió la prolongación de la fachada principal por la calle Arlabán, fue obra de Pedro Bidagor, y tuvo lugar entre 1953 y 1956.
El arquitecto Luis Angoloti Apolinario Fernández de Sousa llevó a cabo la ampliación por la calle Sevilla entre 1973 y 1977. La ampliación tuvo una concepción de la fachada más sobria pero sin romper el empaque monumental que caracteriza el edificio. Hizo, sin embargo, que se perdiese la simetría de la fachada.
El 4 de junio de 1977, la Dirección General de Patrimonio Artístico y Cultural resolvió la incoación del expediente para la declaración de bien de interés cultural al edificio del Banco de Bilbao de Madrid. El 10 de junio de 1999, la Consejería de Educación y Ciencia de la Comunidad de Madrid declaró bien de interés cultural, en la categoría de Monumento, al edificio.
En 2001 se abordó la restauración del conjunto. Dos años después también se procedió a restaurar los murales de Aurelio Arteta. Sin embargo, el BBVA, que como Banco de Bilbao ya había trasladado su sede operativa a la torre de Sainz de Oiza en 1971, decidió concentrar sus instalaciones madrileñas en un único lugar y, en 2006, vendió el inmueble a la inmobiliaria GMP, la cual lo puso en el mercado como oficinas de alquiler. Desde 2010, y por un periodo mínimo de diez años, el edificio es la sede de la Consejería de Medio Ambiente, Vivienda y Agricultura de la Comunidad de Madrid. En él trabajan unas 900 personas.

## Descripción

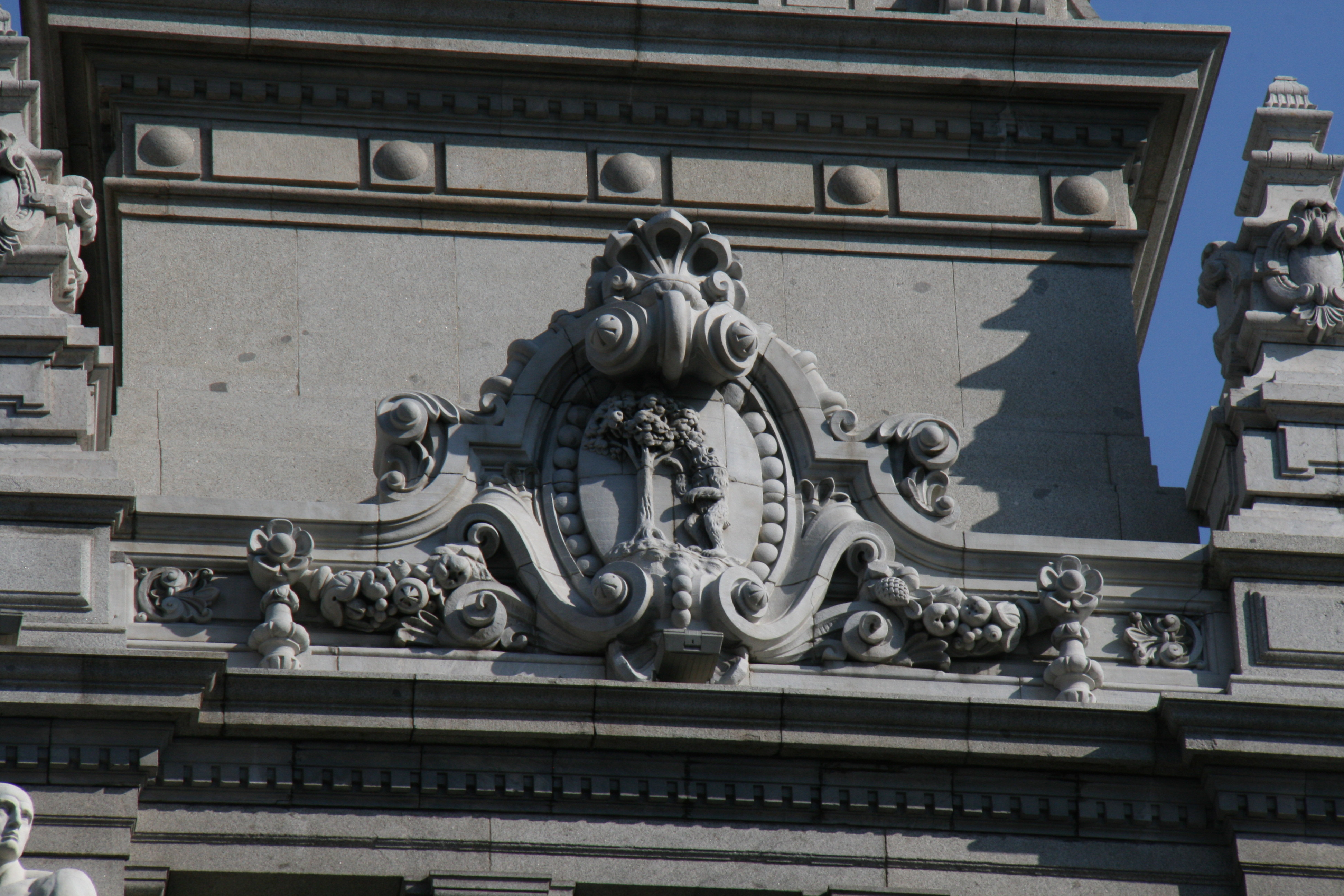
Escudo de la ciudad de Madrid situado a los pies de los torreones de la fachada principal. Como el resto de la decoración de la fachada, es obra de Quintín de Torre

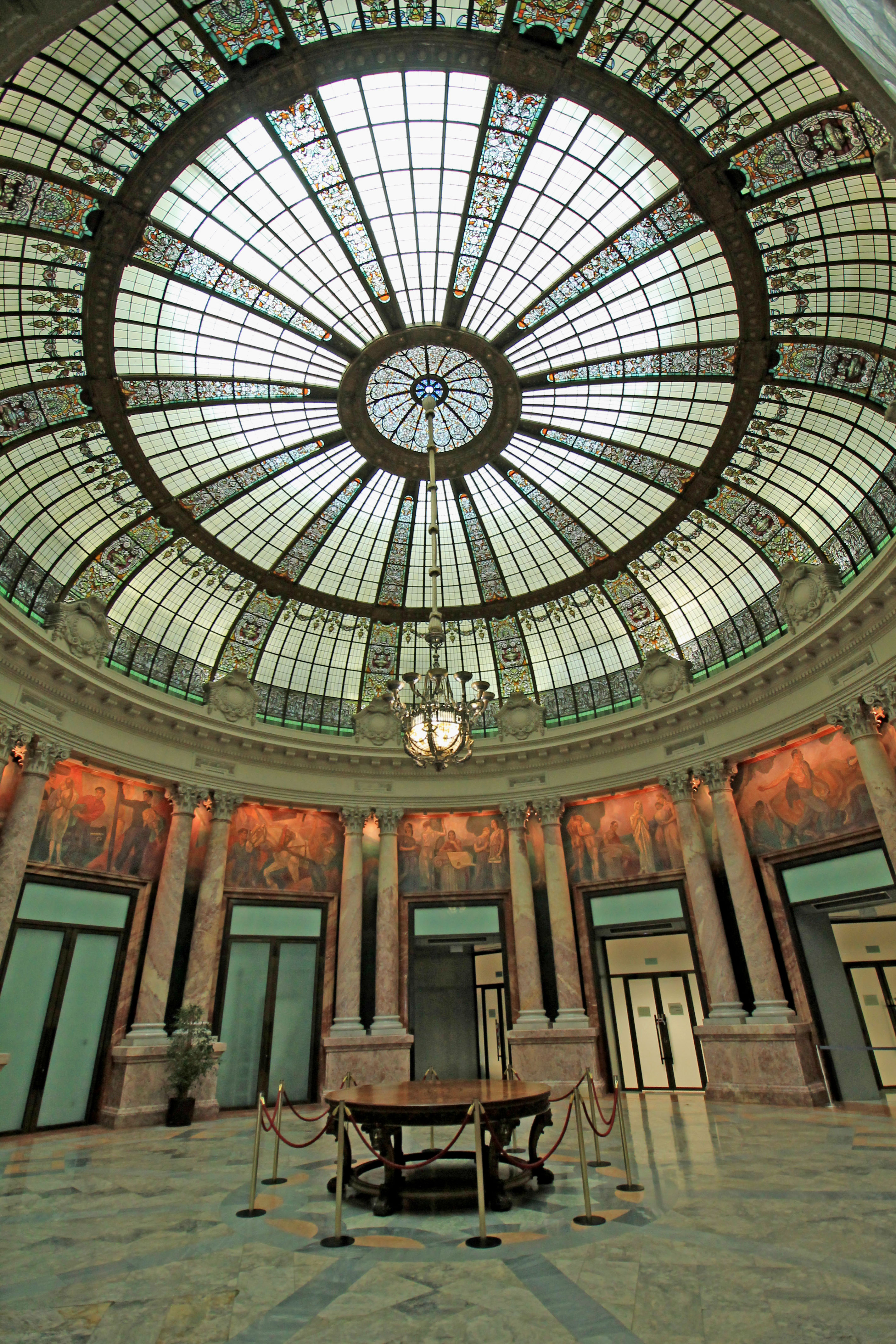
Rotonda central. Cúpula vidriada realizada por la casa Maumejean

El proyecto de Ricardo Bastida consistió en dos edificios que ocupaban el irregular solar situado entre las calles de Alcalá y Sevilla, por un lado, y Arbalán, por otro. El edificio monumental, con fachada a las calles Alcalá y Sevilla, tiene planta achaflanada y consta de diez pisos, ocho de ellos sobre rasante (incluyendo un sotabanco). Inicialmente se pensó que fuese ocupado por comercios de lujo y oficinas particulares. El piso bajo, de dos alturas, lo ocupaban comercios, un paso de carruajes y las escaleras principales y de servicio. El edificio propiamente bancario daba a la calle Arbalán, si bien se proyectó que las dependencias del banco ocupasen solo las plantas inferiores, dejando las superiores para oficinas de lujo. Los dos edificios fueron unidos mediante galerías que dejaban en medio una gran rotonda monumental. Se construyó con estructura de hormigón armado y muros de granito.
En el aspecto decorativo destacan los encargos que se realizaron a artistas también bilbaínos de gran calidad y prestigio, como es el caso de las cuadrigas que rematan los torreones de la fachada principal, obra de Higinio Basterra (escultor premiado en la Exposición Nacional de Bellas Artes de 1904), las esculturas que decoran la fachada principal, obra de Quintín de Torre (premiado en 1934), así como los frescos situados en el interior de la rotonda monumental, obra de Aurelio Arteta (Premio Nacional de Pintura en 1936).
Influido por la monumentalidad y volumetría del cercano diseño de Antonio Palacios para la sede del Banco Español del Río de la Plata, Bastida proyectó una fachada principal de carácter monumental, simétrica y de tres crujías. Se compuso con columnas, capiteles y entablamentos de órdenes clásicos gigantes. Ocho columnas, de tres pisos de altura, dividen verticalmente la fachada, coronada por una balaustrada y dos torreones de unos cinco metros de altura. En la base de cada uno de los torreones, delante de la balaustrada, se encuentran dos atlantes de mármol italiano, esculpidos por Quintín de Torre. Sobre cada torreón se encuentra una cuadriga, obra de Higinio Basterra. Las cuadrigas eran arrastradas cada una por cuatro caballos, cuyas pata sobresalen de la fachada, sobrevolando la acera. Las cuadrigas estaban realizadas en una aleación de bronce, plomo y hierro, con un recubrimiento de latón dorado. Fueron fundidas en la fundición madrileña Codina Hermanos y cada una de ellas pesa 12,5 toneladas y tiene cuatro metros de altura. Los aurigas no se encuentran en el interior de la cuadriga, sino que aparecen de pie, en un pedestal situado sobre el carruaje, de forma que puedan verse desde la calle.
La rotonda monumental está cubierta por una vidriera en forma de cúpula semiesférica, sustentada por doce pares de columnas dóricas de alabastro, que forman un dodecágono. La cúpula, realizada por la casa Maumejean, cuenta con motivos decorativos policromados. Del centro su centro cuelga una lámpara de bronce y cristal. Lo más notable de la rotonda es la parte superior de los intercolumnarios, en la que Aurelio Arteta pintó doce murales de 2 por 3 metros cada uno. Los murales se pintaron utilizando las técnicas del fresco y el temple a la caseína y presentan un relato que representa el ideal de la manera de ser vasca, cimentado en la abnegación, la tenacidad y el idealismo, no en vano se convirtió en símbolo de lo vasco en su conjunto: El trabajo intelectual, El sembrador, La recolección, Las cargadoras del muelle, Los descargadores, El astillero, La fundición, El ferrocarril, La arribada del pesquero, Pescadores en el muelle, La mina y Las artes. El conjunto se conoce como El esfuerzo, título de un poema del belga Emile Verhaeren, publicado en español en 1919 y que tuvo mucha influencia en el País Vasco. Todos los frescos se basan en algunas de las estrofas de Verhaeren.
La relevancia de este edificio no es, sin embargo, unánimemente reconocida. Pedro Navascués, por ejemplo, lo califica de «edificio-reclamo», y afirma que Bastida «organizó una ampulosa fachada, de nuevo columnada, con enfáticos remates que incluyen dos monumentales cuadrigas en bronce. Más acertado y medido resulta su interior, especialmente el gran vestíbulo central, con hermosa montera de vidrio y las magníficas pinturas de Aurelio Arteta».

## Cultura popular
En su película La comunidad (2000), Álex de la Iglesia reprodujo las cuadrigas de Higinio Basterra para que Julia García, el personaje interpretado por Carmen Maura, se descolgara por ellas en la escena final de la película. Según De la Iglesia, «es lo que yo denomino síndrome del Monte Rushmore [...] Sé que tengo la tendencia a colgar a mis actores de emblemas urbanísticos madrileños... es algo más fuerte que yo, no puedo evitarlo».